# Brycheiniog
Le Brycheiniog est un ancien royaume gallois dont les origines sont perdues dans la légende[pas clair]. Sa création est également associée par la tradition au roi Vortigern du ve siècle et à sa famille.[pas clair] Le Brycheiniog disparaît après 925.

## Origine
Selon les généalogies du Jesus College MS. 20, la lignée des rois de Brycheiniog s'établit ainsi :
Tewdwr (IV)  m Griffri (II) m Elisse (II) m Thewdwr (II) m Gruffud I. 
Gruffud I a thewdos a cathen Meibyon y vrenhin powys, o Sanant verch Elisse (I) y mam. 
Elisse (I) verch Neuue hen mab Tewdwr (I) m Rein (II) m Cadwgawn m Caden m Keindrec merch ruallawn m Idwallawn m Llowarch m Rigeneu m Rein (I) dremrud m Brachan val y mae vchot.
et dans les Harleian genealogies:
[G]ripiud, Teudos, caten, tres sunt filíí nougoy et sanant elized filia illorum mater erat regis pouis.
[R]un map neithon map Caten map Caurtam map Serguan map Letan map Catleú map Catel map decion map Cinis scaplaut map Louhen map Guidgen map Caratauc map Cinbelin map Teuhant map Constantis map Constantini magni

## Histoire
Le territoire du Brycheiniog constituait initialement la partie sud du Powys, avant de devenir le nord du Gwent. Il doit son nom à son plus fameux roi, Brychan (vers 520), qui serait le fils d'un prince irlandais et de Marchell, considérée traditionnellement comme une fille de Tewdrig, roi de Gwent, bien que cette union soit chronologiquement discutable. Il ne reste qu'une liste fragmentaire de ses rois et des informations parcellaires sur leurs règnes.
Après le règne du roi Awst (I) ap Rhun (latin: Augustus) vers 580, il semble que le royaume ait été annexé par le royaume de Dyfed jusqu'à l'époque d’Awst (II). Pendant le siècle qui suit le règne de Tewdwr ap Rhain (vers 770), le Brycheiniog reste également sous la domination du Dyfed.
Tewdwr ap Elise (vers 925) fut sans doute le dernier roi de Brycheiniog avant que le royaume tombe sous l'autorité de Morgan ap Owain Hen de Gwent, le fondateur du Morgannwg.

## Liste des rois
- vers 510-530 : Brychan ap Anlach
- vers 530-560 : Rhun Dremrudd
- vers 580: Awst (I)
- vers 600: Rhiwallon
- Ici, la liste des rois s'interrompt du fait de l'annexion temporaire par le royaume de Dyfed.
- vers 750 :Awst (II)
- vers 770: Elwystl ap Awst
- vers 760-790 : Tewdwr (I) ou Tewdws ap Rhain
- Lacune
- vers 860-890 : Tewdwr (II)
- vers 890-920 : Elise ap Tewdwr
- vers 920-940 : Tewdwr (III) ap Elise

## Sources
- (en) Mike Ashley The Mammoth Book of British Kings & Queens Robinson (Londres 1998)   (ISBN 1841190969) « Brycheiniog » p. 158-159.
- (en) Timothy Venning, The Kings & Queens of Wales, Mill Brimscombe Port Stroud, Amberley Publishing,, 2023 (ISBN 9781445615776), p. 177-178 Rulers of Brycheiniog